# シュタイアー＝ラント郡

シュタイアー＝ラント郡
Bezirk Steyr-Land

シュタイアー＝ラント郡（シュタイアー＝ラントぐん、独: Bezirk Steyr-Land）は、オーストリアのオーバーエスターライヒ州にある郡（Bezirk; 行政管区とも訳される）。郡庁所在地はシュタイアー。
オーバーエスターライヒ州の南東部に位置し、トラウン地方（Traunviertel; トラウンフィアテル）に含まれる。北でリンツ＝ラント郡と、西でキルヒドルフ・アン・デア・クレムス郡と、南でシュタイアーマルク州のリーツェン郡と、東でシュタイアー、ニーダーエスターライヒ州のアムシュテッテン郡およびヴァイトホーフェン・アン・デア・イプスとそれぞれ接する。
シュタイアー＝ラント郡には以下の20の市町村（Gemeinde; ゲマインデ）がある。そのうちバート・ハルが市（Stadt）に、6つが町（Marktgemeinde; 市場町）に指定されている。
- アドルヴァング Adlwang
- アッシャッハ・アン・デア・シュタイアー Aschach an der Steyr
- バート・ハル Bad Hall （市）
- ディータッハ Dietach
- ガフレンツ Gaflenz （町）
- ガルシュテン Garsten （町）
- グロースラミング Großraming
- ラオサ Laussa
- ローゼンシュタイン Losenstein
- マリーア・ノイシュティフト Maria Neustift
- プファルキルヒェン・バイ・バート・ハル Pfarrkirchen bei Bad Hall
- ライヒラミング Reichraming
- ローア・イム・クレムスタール Rohr im Kremstal
- シートルベルク Schiedlberg
- ジーアニング Sierning （町）
- ザンクト・ウルリヒ・バイ・シュタイアー Sankt Ulrich bei Steyr
- テルンベルク Ternberg （町）
- ヴァルトノイキルヒェン Waldneukirchen
- ヴェイア Weyer （町）
- ヴォルフェルン Wolfern （町）